# Saint-Michel-les-Portes
Saint-Michel-les-Portes település Franciaországban, Isère megyében. Lakosainak száma 283 fő (2022. január 1.). Saint-Michel-les-Portes Chichilianne, Gresse-en-Vercors, Roissard és Saint-Martin-de-Clelles községekkel határos.

## Népesség
A település népessége az elmúlt években az alábbi módon változott:
| Lakosok száma | 112  | 96   | 107  | 180  | 258  | 268  | 269  | 281  | 287  | 283  |
|               | 1968 | 1982 | 1990 | 2006 | 2013 | 2015 | 2017 | 2019 | 2020 | 2022 |